# Anthony Ensor
Anthony Ensor (Balclutha, 11 de mayo de 1991) es un jugador neozelandés de rugby que se desempeña como fullback.

## Carrera
Debutó con la Otago Rugby Football Union en 2012, equipo que compite en la Mitre 10 Cup y luego de un gran nivel en su primera temporada, fue contratado por los Highlanders. Jugó en ambos clubes hasta julio de 2017, cuando abandonó Nueva Zelanda al ser contratado por el Stade Français Paris, su club actual.

## Palmarés
- Campeón del Super Rugby de 2015.